# 赤崎千夏の超!A&Gミュージック+TV
「赤崎千夏の超!A&Gミュージック+TV」（あかさきちなつのちょうエーアンドジーミュージックプラスティーブイ）とは超!A&G+にて2008年10月8日から2009年9月23日まで放送されていた「超!A&Gミュージック+」→「超!A&Gミュージック+TV」の水曜日に当たるアニメ&ゲーム系音楽の1時間番組である。
ここでは前身番組であった「赤崎千夏の超!A&Gミュージック+」についても取り上げる。

## 番組概要

### パーソナリティ
- 赤崎千夏（2008年度ボイスニュータイプサマーオーディション文化放送賞・アルケミスト賞を受賞）

### 放送時間
赤崎千夏の超!A&Gミュージック+（※毎月1回月頭水曜日更新）
- 2008年10月8日 - 2009年1月28日

水曜日:16:00 - 17:00（リピート放送:木曜日:6:00 - 7:00/土曜日:24:00 - 25:00）
- 2009年2月4日 - 2月25日

水曜日:16:00 - 17:00（リピート放送:木曜日:6:00 - 7:00/日曜日:24:00 - 25:00）
赤崎千夏の超!A&Gミュージック+TV
- 2009年3月4日 - 2009年4月1日（※毎月1回月頭水曜日更新）

16:00 - 17:00（リピート放送:木曜日:6:00 - 7:00/日曜日:24:00 - 25:00）
- 2009年4月8日 - 2009年9月30日（※毎月2回月頭水曜日更新）

水曜日:17:00 - 18:00（リピート放送:木曜日:7:00 - 8:00/日曜日:22:00 - 23:00）

## 番組の特徴
- 両番組に共通するのはゲストの声優やアーティストが呼びやすいという特徴がある。
- 挨拶は「皆さん、おじゃーす!!」

赤崎千夏の超!A&Gミュージック+時代
- 動画配信前だったため、チャレンジコーナー中の表情などを見ることができなかった。
- 近況報告や文化放送からのお勧め推薦曲紹介があった。

赤崎千夏の超!A&Gミュージック+TV時代
- 動画配信になったため、チャレンジコーナーに挑戦中の赤崎千夏の表情を見ることができる。
- 放送中に流れる楽曲の曲名やアーティスト名が字幕で表示されている。

## コーナー
- 出て来い!!千夏ポテンシャル（2009年7月22日更新分 - ）

赤崎千夏の隠された魅力を引き出すために毎回アルケミストの作品に引っ掛けたお題を出題、隠された魅力を出せるかどうか判定をアルケミストの松原さんにお願いしていた。最高点が100点満点を出した時もあれば、最低点は20点しか取れなかったチャレンジもあった。番組最終回と同時に終了。
- SELE　FISH　BESTFIVEのコーナー

赤崎千夏が毎回1つのアニメ作品を独断と偏見に選曲した上位5曲を発表するコーナー。番組初期の頃はリスナーからテーマを募集していたが、2009年4月22日放送分以降はテーマに沿ったリクエストの募集に変更している。
- ゲストコーナー

ゲストが登場する時のみ放送されるコーナーである。ゲストはそのままエンディングまで残って出演する場合と、ゲストコーナー終了で送り出す場合とによって分かれる。

### 過去に放送されていたコーナー
- 目指せ!ヒロイン・ワンダフルアクトレス!!

アルケミストから2009年中に発売予定のゲームソフトでヒロイン役を勝ち取るために赤崎千夏が挑戦していたコーナー。判定はアルケミストの偉い方が採点していた。最終結果は100点満点中の35点という結果に。2009年6月17日更新分で終了。総集編を2009年7月8日更新分で紹介していた。

## ゲスト
赤崎千夏の超!A&Gミュージック+
- 2009年1月7日:今井麻美
- 2009年2月4日:彩音

赤崎千夏の超!A&Gミュージック+TV
- 2009年5月6日:飯塚雅弓
- 2009年5月20日:cyua